# Cairn von Creebridge

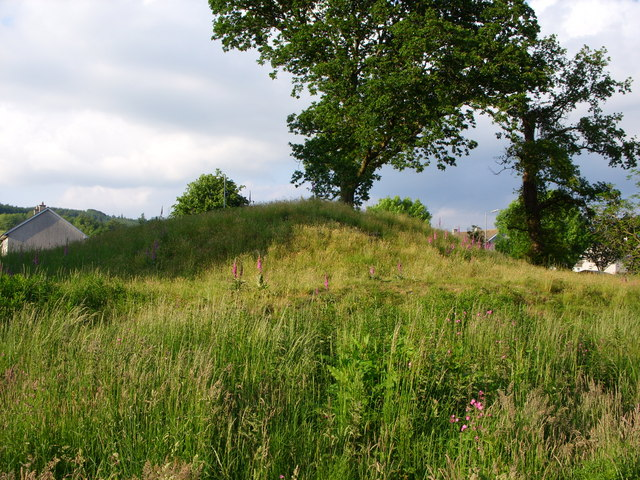
Cairn von Creebridge

Der Cairn von Creebridge ist ein gut erhaltener Cairn nahe der Cree Bridge, im Osten von Newton Stewart in Dumfries and Galloway in Schottland.
Der knapp 3,0 m hohe Bell-type Cairn von 19,5 m Durchmesser befindet sich auf einer Lichtung südlich der New Galloway Road (B7079) und ist einer in einer Reihe von fünf Cairns (High und Low Lessons, Kirroughtree House East, North und West) in diesem Bereich. 
Er steht auf einer ebenen, runden Plattform aus Steinen steht, die ihn auf einer Breite von 4,5 bis 6,0 m umgibt. Der Boden fällt in Richtung Süden ab und in dieser Richtung hat die Plattform eine Höhe von etwa 1,35 m. Auf der Nordseite scheint sie niedriger zu sein, wurde aber vom Wall am Straßenrand gestört. Der Steinhügel wurde nicht ausgegraben, wird aber, obwohl er oval ist, mit den Knowes o’ Trotty verglichen, die Steinkisten enthielten.